# Байяибе
Байяибе (исп. Bayahíbe) — город в Доминиканской Республике, расположенный примерно в 16 км к востоку от города Ла-Романа на берегу Карибского моря.  На 2022 год население Байяибе составляло 5618 человек. Основанный в 1874 году как рыбацкий посёлок Хуаном Брито и его семьёй, прибывшими сюда из Пуэрто-Рико, город ныне служит туристическим центром.

## Этимология
Байяибе — слово местного происхождения. Его значение точно не установлено, но существует множество названий на языке таино, в состав которых входит слово «байя». В частности, «байя» — это название двустворчатого моллюска, похожего на ракушку, который приклеивается к камням или корням мангровых деревьев. «Хиб» (или «иб») — это название сита, изготовленного из палок, которое используется для просеивания муки из маниоки.

## Туризм

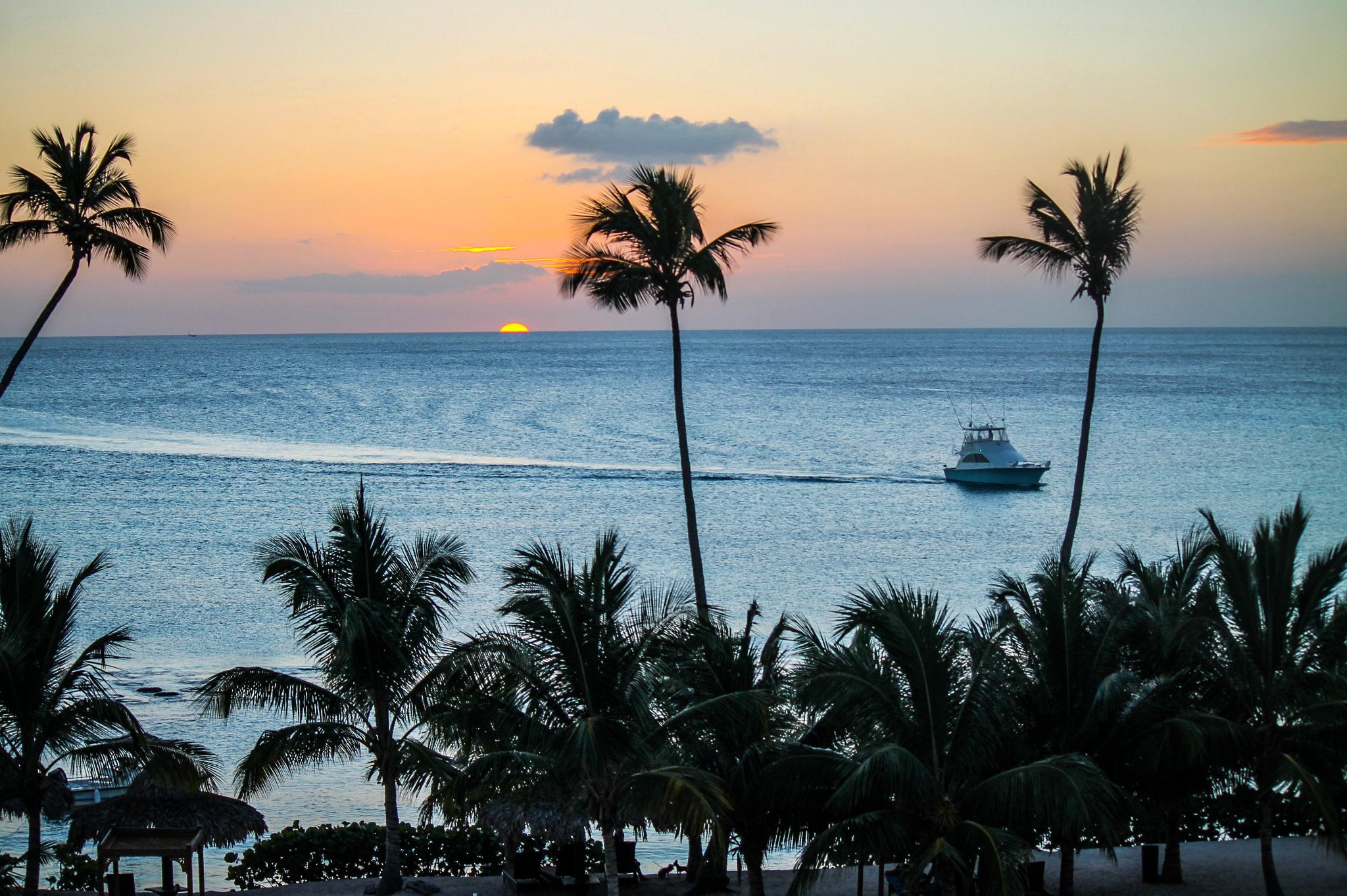
Закат на пляже Байяибе

Общественный пляж Байяибе расположен чуть более чем в 1 км от центра города, а пляж Доминикус — примерно в 4 км. Байяибе служит отправной точкой для лодочных экскурсий на Саону — расположенный на территории национального парка малонаселённый остров с просторными пляжами. В окрестностях Байяибе находится множество крупных курортов. В городе есть отель Bayahibe Village, отвечающий требованиям Albergo Diffuso и созданный Фабрицио Аннунци.

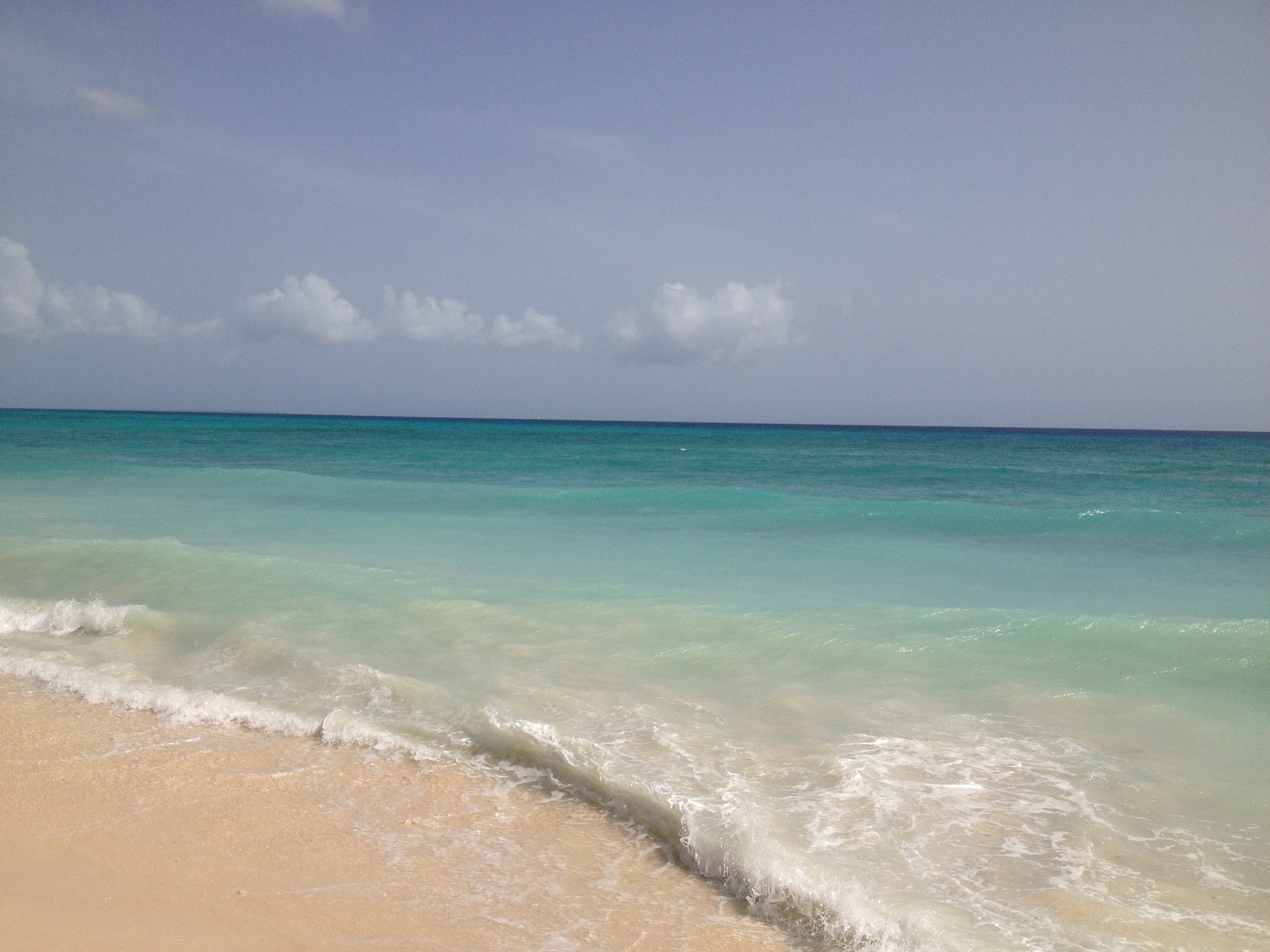
Пляж Байяибе

В Байяибе популярностью пользуетчя подводное плавание с аквалангом. В этом районе затонуло три корабля: Atlantic Princess, St George и Coco .

## Природные пещеры
В окрестностях Байяибе находится пещера Куэва-дель-Чичо, к которой добираются по тропе Падре Нуэстро. Она находится на территории национального парке Котубанама и известна петроглифами народа таино.
В 2003 году Падре Нуэстро, где раньше проживало всего 180 семей, был преобразован в заповедник после их принудительного переселения на окраину парка.

## Роза Байяибе
Pereskia quisqueyana — вид растений, эндемик Байяибе. У него розовый цветок, и его называют «розой Байяибе».  Французский ботаник Анри Ален Лиожье открыл этот вид в 1977 году. Он назвал его кискейаной в честь Доминиканской Республики, также называемой Кискейей. Поскольку роза Байяибе оказалась под угрозой исчезновения, Закон 146-11 объявил её национальным цветком Доминиканской Республики и взял под защиту/

## Смерть Одри Местре
12 октября 2002 года Одри Местре, французская рекордсменка по фридайвингу, погибла при попытке установить новый мировой рекорд в глубоководном нырянии, погрузившись на глубину 171 метр у побережья Байяибе.